# Divizia A 1959-1960
La Divizia A 1959-1960 è stata la 42ª edizione del campionato di calcio rumeno, disputato tra il 16 agosto 1959 e il 19 giugno 1960 e si concluse con la vittoria finale del CCA București, al suo quinto titolo.
Capocannoniere del torneo fu Gheorghe Constantin (CCA București), con 20 reti.

## Formula
Come nella stagione precedente le squadre partecipanti furono 12 e disputarono un turno di andata e ritorno per un totale di 22 partite. In vista di un ampliamento del numero di club nella stagione successiva l'ultima venne retrocessa in Divizia B a fronte di tre promozioni dalla seconda serie.
La vincitrice fu qualificata alla Coppa dei Campioni 1960-1961 mentre la seconda alla coppa dei Balcani.

## Squadre partecipanti
| Club                | Città       | Stadio | Posizione 1958-1959 |
| ------------------- | ----------- | ------ | ------------------- |
| CCA București       | Bucarest    |        | 3°                  |
| Minerul Lupeni      | Lupeni      |        | Divizia B           |
| Farul Constanța     | Costanza    |        | 10°                 |
| Rapid Bucarest      | Bucarest    |        | 4°                  |
| Dinamo Bucarest     | Bucarest    |        | 2°                  |
| Steagul Roșu Brașov | Brașov      |        | 7°                  |
| UTA Arad            | Arad        |        | 8°                  |
| Jiul Petroșani      | Petroșani   |        | 9°                  |
| Dinamo Bacău        | Bacău       |        | 5°                  |
| Știința Cluj        | Cluj Napoca |        | 11°                 |
| Petrolul Ploiești   | Ploiești    |        | Campione di Romania |
| Progresul București | Bucarest    |        | 6°                  |

## Classifica finale
|  | Pos. | Squadra             | Pt | G  | V  | N  | P  | GF | GS | DR  |
|  | ---- | ------------------- | -- | -- | -- | -- | -- | -- | -- | --- |
|  | 1.   | CCA București       | 34 | 22 | 15 | 4  | 3  | 52 | 25 | +27 |
|  | 2.   | Steagul Roșu Brașov | 27 | 22 | 9  | 9  | 4  | 47 | 34 | +13 |
|  | 3.   | Petrolul Ploiești   | 24 | 22 | 8  | 8  | 6  | 33 | 23 | +10 |
|  | 4.   | Farul Constanța     | 24 | 22 | 9  | 6  | 7  | 37 | 34 | +3  |
|  | 5.   | Știința Cluj        | 24 | 22 | 7  | 10 | 5  | 34 | 32 | +2  |
|  | 6.   | Dinamo Bacău        | 24 | 22 | 9  | 6  | 7  | 31 | 33 | -2  |
|  | 7.   | UTA Arad            | 22 | 22 | 8  | 6  | 8  | 26 | 30 | -4  |
|  | 8.   | Dinamo Bucarest     | 21 | 22 | 6  | 9  | 7  | 29 | 29 | 0   |
|  | 9.   | Progresul București | 19 | 22 | 7  | 10 | 5  | 36 | 39 | -3  |
|  | 10.  | Rapid Bucarest      | 18 | 22 | 5  | 8  | 9  | 30 | 34 | -4  |
|  | 11.  | Minerul Lupeni      | 16 | 22 | 5  | 6  | 11 | 27 | 37 | -10 |
|  | 12.  | Jiul Petroșani      | 11 | 22 | 2  | 7  | 13 | 17 | 49 | -32 |

Legenda:

      Campione di Romania e ammesso alla Coppa dei Campioni
      Retrocessa in Divizia B
Note:

Due punti a vittoria, uno a pareggio, zero a sconfitta.

### Verdetti
- CCA București Campione di Romania 1959-60 e qualificato alla Coppa dei Campioni
- Jiul Petroșani retrocesso in Divizia B.